# Eduardo Sacheri
Eduardo Alfredo Sacheri (Castelar, Buenos Aires, 13 de desembre de 1967) és un escriptor argentí. Es va fer conegut per al gran públic per la seva novel·la La pregunta de sus ojos, en la qual es va basar la pel·lícula de Juan José Campanella El secreto de sus ojos, el guió de la qual va coescriure.

## Biografia
Llicenciat en Història a la Universitat Nacional de Luján, Sacheri exerceix com a professor en escoles secundàries del Gran Buenos Aires, com el Col·legi Santo Domingo de Ramos Mejía. Va començar a escriure contes a mitjan dècada de 1990. Les seves històries de temàtica futbolística van ser difoses per Alejandro Apo al seu programa Todo con afecto a radio Continental.
Ha publicat contes i novel·les. La primera, La pregunta de sus ojos (2005), va ser portada al cinema pel director Juan José Campanella amb el títol El secreto de sus ojos. La pel·lícula ha rebut nombrosos premis, entre ells l'Oscar a la millor pel·lícula de parla no anglesa el 2009. Sacheri i Campanella també varen coescriure el guió de la pel·lícula animada Metegol, inspirat en el conte "Memorias de un wing derecho", de Roberto Fontanarrosa.
Ha participat en campanyes d'estímul de la lectura implementades pel Ministeri d'Educació argentí. Des de 2011 treballa per a la revista esportiva El Gráfico, on escriu una columna sobre futbol. Alguns d'aquests relats han estat publicats en antologies: Aviones en el cielo (2011), Las llaves del reino (2015) i El fútbol, de la mano (2017).
La seva obra ha estat traduïda des del castellà a diversos idiomes, entre ells, alemany, francès i anglès.
El 2015 es va incorporar al programa Perros de la calle, emès per la ràdio Metro 95.1, en el qual presenta una columna quinzenal sobre literatura.
En 2016 va guanyar el Premi Alfaguara per la seva novel·la La noche de la Usina.

## Obra

### Contes
- Esperándolo a Tito y otros cuentos de fútbol (2000), editado en España como Los traidores y otros cuentos
- Te conozco Mendizábal y otros cuentos (2001)
- Lo raro empezó después y otros cuentos (2003)
- Un viejo que se pone de pie y otros cuentos (2007)
- Los dueños del mundo (2012)
- La vida que pensamos (2013)
- Confesión de amor en la parada del 93 (2011)

### Novel·les
- La pregunta de sus ojos (2005)
- Aráoz y la verdad (2008)
- Papeles en el viento (2011)
- Ser feliz era esto (2014)
- La noche de la Usina (2016) - Portada al cinema per Sebastián Borensztein com a La odisea de los giles (2019)[19]

### Compilacions
- Las llaves del reino (2015)
- El fútbol, de la mano (2017)

Cinema
- El Último Hombre - Curtmetratge Universitat Nacional de Córdoba, Argentina - (2016)